# Arca di san Paterio
L'arca di san Paterio è un sarcofago in marmo di Botticino (102x214x96 cm) di anonimo scultore bresciano della seconda metà del Quattrocento, databile al 1478 circa e conservata nel Museo di Santa Giulia di Brescia, nel coro delle monache.

## Storia
L'esecuzione del nuovo sarcofago per le spoglie di san Paterio, vescovo di Brescia dell'VIII secolo, è da collocare al 1478 circa, anno in cui le reliquie vengono trasferite dal suburbano monastero di Sant'Eufemia della Fonte alla chiesa di Sant'Afra, "succursale" cittadina dei benedettini di Sant'Eufemia.
Non sono noti documenti d'archivio in grado di confermare l'ipotesi ma, essendo l'opera stilisticamente databile a quel periodo, la datazione al 1478 resta del tutto verosimile.
Collocata nella cripta della chiesa, l'arca perde con il passare dei secoli la sua originale funzione, a causa della continua transizione delle reliquie del santo e conseguente costruzione di nuovi sarcofagi. Vanno così perdute alcune parti, tra cui gran parte della lastra di chiusura e il probabile basamento. 
Nella seconda metà dell'Ottocento l'opera viene recuperata e trasferita nel Museo dell'Età Cristiana. Con l'apertura del Museo di Santa Giulia nel 1998, il sarcofago trova collocazione stabile nel coro delle monache, esposto nel contesto dei monumenti funerari di età veneta.

## Descrizione
Dell'arca ci è pervenuto il sarcofago vero e proprio, costituito da un blocco monolitico in marmo di Botticino scavato all'interno, e un frammento della lastra di copertura. Il sarcofago presenta una decorazione scultorea solamente sul fronte, fra l'altro molto semplice: in tre riquadri, due alle estremità e uno centrale, circoscritti da cornici modanate, sono lavorate a bassorilievo le figure, da sinistra a destra, di San Benedetto, San Paterio e Sant'Eufemia. Alla base delle tre figure, secondo tradizione pittorica dell'epoca, sono identificati i tre soggetti con iscrizioni a caratteri gotici.
Il frammento di coperchio presenta un decoro altrettanto semplice, limitato a una cornice a "diamanti" e poche modanature.

## Stile
I rilievi del sarcofago testimoniano l'esecuzione da parte di uno scultore bresciano ancora legato a stilemi gotici: le tre figure a bassorilievo sono piatte, frontali, statiche, molto semplici e immediate. Nel complesso, sono riconducibili a un'arte già tarda nel 1478 e affine a precedenti espressioni, quali il trittico di sant'Onorio che presenta la stessa modalità di trattamento delle figure, frontali e bidimensionali.
Notare però come lo scultore del trittico, databile a dopo il 1455, già ricorra al linguaggio rinascimentale, pur limitandolo all'inquadramento architettonico, mentre nell'arca di san Paterio non vi è traccia di simili inserti. Si tratta di una delle ultime produzioni della scultura bresciana gotica, che entro un decennio produrrà i rilievi rinascimentali della chiesa di Santa Maria dei Miracoli e del Palazzo della Loggia.